# Peridea nigrescens
Peridea nigrescens är en fjärilsart som beskrevs av Barend J. Lempke 1959. Peridea nigrescens ingår i släktet Peridea och familjen tandspinnare. Inga underarter finns listade i Catalogue of Life.